# スポーツランド生駒
座標: 北緯34度42分44.26秒 東経135度41分0.74秒 / 北緯34.7122944度 東経135.6835389度
スポーツランド生駒（スポーツランドいこま）は大阪府と奈良県の府県境に位置するミニサーキット場。生駒山地の北部に位置し、生駒の名を冠するが、実際には大阪府四條畷市上田原に所在する。

## コース
全長607m、メインストレートは120mで左回りの高速サーキットである。オートバイ（125cc以下）とカート専用のサーキットであり通常30分交代で走行できるが、どちらかのレースが開催される前週は終日片方のみの走行になる。2006年からはパドックやモーターホームなどの再塗装を行った。

## ライセンス等
走行には本サーキット専用のライセンスが必要である。(年間2000円)MFJなどのレースライセンス、その他本格サーキットのライセンス所持者はすぐに発行されるが、未所持者はその場で講習会を行い発行される。発行の際には印鑑と証明写真（実費で撮ってもらえる→500円）が必要。

## 交通アクセス
- 阪奈道路、生駒登山口から奈良方面へすぐ。